# 大阪杯
大阪杯（おおさかはい）は、日本中央競馬会（JRA）が阪神競馬場で施行する中央競馬の重賞競走（GI）である。
正賞は日本馬主協会連合会会長賞。

## 概要
本競走は、春の中距離路線の最強馬決定戦となっている。
1957年に5歳（現4歳）以上の馬による重賞競走「大阪盃競走」として創設された。競走名は1964年に「サンケイ大阪杯」と改称された後、1989年より「産経大阪杯」となった。
創設時は阪神競馬場の芝1800mで3月に行われていたが、距離や施行時期は幾度かの変遷を経て、1972年より芝2000mで定着。施行時期も1982年より桜花賞の前週に移され、現在に至る。
外国産馬は1984年から、地方競馬所属馬は1995年からそれぞれ出走可能になり、2003年からは外国馬も出走可能な国際競走となった。2014年から2016年までは本競走の1着馬に天皇賞（春）の優先出走権が付与されていた。
2017年よりGI昇格し、名称を「大阪杯」とすることが、2016年10月17日に日本中央競馬会から発表された。優勝馬には当該年のアイリッシュチャンピオンステークスへの優先出走権が与えられる。また同年より天皇賞（春）、宝塚記念とともに同一年に行われる3競走を全て優勝した馬に褒賞金が贈られることになった。

## 詳細

### 位置付け
2017年のGI競走昇格以前より長らく関西圏において歴史ある重賞競走としての地位を確立しており、上半期の大レースに向けた重要な前哨戦として出走を選択する陣営が多かった。一方で、日本のGI競争には芝2000mで行われるレースの数が乏しく、牡馬が出走可能なレースは3歳限定の皐月賞と天皇賞（秋）に限られるという課題点が存在していた。また、かつては天皇賞（春）が春の古馬中長距離路線における最大目標とされていたが、国際的にステイヤーの評価が下落傾向にあることや、適性距離が細分化されたことにより、中距離をメインとする馬の陣営が天皇賞（春）を回避して海外遠征を目指すケースが増加していた。特に春の古馬路線では2000m開催のGIが存在せず、当競争をGI競走へ昇格させることによって「春の古馬中距離王決定戦」を作ることが目的とされた。
一方で、当競争の開催時期である3月下旬から4月上旬にはドバイワールドカップミーティングが開催されるため、JRA所属の有力馬や有力騎手不在で開催されることも多く、競争の空洞化が指摘されている。この問題に対処すべく、2025年からは1着の賞金額が従来の2億円から3億円に引き上げられた。

### 競走条件
以下の内容は、2025年現在のもの。
出走資格：サラ系4歳以上
- JRA所属馬
- 地方競馬所属馬（出走資格のある馬のみ）
- 外国調教馬（優先出走）

負担重量：定量（58kg、牝馬2kg減）
2016年までは天皇賞（春）のステップ競走に指定されており、地方競馬所属馬は天皇賞（春）の出走候補馬（2頭まで）に優先出走が認められていた。

### 優先出走権
- 出馬投票を行っている外国調教馬
- レーティング順位の上位5頭
- 当該年に行われる以下の競走のいずれかで1着となった馬（中央・地方の所属は問わない）
- 当該年に行われる以下の競走のいずれかで2着以内に入着した地方競馬所属馬[22][23]

| 競走名   | 格付 | 施行競馬場 | 施行距離 |
| -------- | ---- | ---------- | -------- |
| 中山記念 | GII  | 中山競馬場 | 芝1800m  |
| 金鯱賞   | GII  | 中京競馬場 | 芝2000m  |

### 賞金
2025年の1着賞金は3億円で、以下2着1億2000万円、3着7500万円、4着4500万円、5着3000万円。

## 歴史

### 年表
- 1957年
  - 5歳以上の馬による重賞競走として「大阪盃競走」の名称で創設、（旧阪神特別）の副称をつけ阪神競馬場の芝1800mで施行。1960年まで「騎手災害基金競走」の副称もつけられた[24]。
  - 当時の正賞は大阪新聞社賞[24]。
- 1960年 - 正賞が大阪新聞社賞、ラジオ大阪賞になる[25]。
- 1962年 - 正賞が産経新聞社賞になる[26]。
- 1964年 - 名称を「サンケイ大阪盃」に変更[27]。
- 1969年 - 名称を「サンケイ大阪杯」に変更[6]。
- 1973年 - 負担重量を別定に変更。
- 1984年
  - グレード制施行によりGII[注 1]に格付け。
  - 混合競走に指定、外国産馬が出走可能になる[5]。
- 1989年 - 名称を「産経大阪杯」に変更[5]。
- 1995年 - 指定交流競走に指定され、地方競馬所属馬が2頭まで出走可能となる[6]。
- 2001年 - 馬齢表示の国際基準への変更に伴い、出走条件を「4歳以上」に変更[6]。
- 2003年 - 国際競走に変更され、外国調教馬が4頭まで出走可能となる[7]。
- 2004年 - 国際セリ名簿基準委員会により国際GIIに指定[28]。
- 2005年 - 外国調教馬の出走枠が8頭に拡大[29]。
- 2014年 - この年から1着馬に天皇賞（春）の優先出走権を付与[5]。
- 2017年 
  - GIに昇格、名称を「大阪杯」に変更。
  - 負担重量を定量に変更[8]。
  - トライアル制を確立し、指定された競走の1着馬及びレーティング上位の5頭に優先出走を認める。
- 2020年 - COVID-19の流行により「無観客競馬」として実施[30]。

## 歴代優勝馬
距離はすべて芝コース。
優勝馬の馬齢は、2000年以前も現行表記に揃えている。
競走名は第8回から第32回まで「サンケイ大阪杯」、第33回から第60回まで「産経大阪杯」。
| 回数   | 施行日        | 競馬場 | 距離  | 優勝馬             | 性齢 | タイム   | 優勝騎手   | 管理調教師 | 馬主                           | 単勝オッズ | 単勝人気 | 1着本賞金   |
| ------ | ------------- | ------ | ----- | ------------------ | ---- | -------- | ---------- | ---------- | ------------------------------ | ---------- | -------- | ----------- |
| 第1回  | 1957年3月17日 | 阪神   | 1800m | ホマレイチ         | 牡4  | 1:50 4/5 | 大根田裕也 | 日迫清     | 工藤久子                       | 4.0        | 1        | 60万円      |
| 第2回  | 1958年3月9日  | 阪神   | 1800m | カツラホマレ       | 牝4  | 1:52 2/5 | 大根田裕也 | 橋本正晴   | 牧市太郎                       | 27.4       | 5        | 70万円      |
| 第3回  | 1959年3月8日  | 阪神   | 1800m | キヨスガタ         | 牡4  | 1:57 1/5 | 内藤繁春   | 日迫清     | 植中清                         | 8.7        | 3        | 70万円      |
| 第4回  | 1960年3月6日  | 阪神   | 1800m | ウイルデイール     | 牡4  | 1:50.2   | 宇田明彦   | 星川泉士   | 浅野国次郎                     | 2.4        | 1        | 100万円     |
| 第5回  | 1961年3月12日 | 阪神   | 1800m | コダマ             | 牡4  | 1:50.8   | 栗田勝     | 武田文吾   | 伊藤由五郎                     | 1.9        | 1        | 120万円     |
| 第6回  | 1962年3月18日 | 阪神   | 1800m | スギヒメ           | 牝4  | 1:51.0   | 諏訪真     | 諏訪佐市   | 小杉咲枝                       | 10.1       | 6        | 120万円     |
| 第7回  | 1963年3月17日 | 阪神   | 1800m | リユウゼツト       | 牡4  | 1:55.4   | 大石五十夫 | 元石正雄   | 田中彰治                       | 7.7        | 5        | 150万円     |
| 第8回  | 1964年3月22日 | 阪神   | 1800m | テツノオー         | 牡4  | 1:54.2   | 大辻省二   | 尾形藤吉   | 永田玉枝                       | 3.3        | 1        | 150万円     |
| 第9回  | 1965年3月21日 | 阪神   | 1850m | ヤングヒーロー     | 牡4  | 1:54.1   | 新井仁     | 福島角一   | エッチ・ワイ                   | 60.3       | 8        | 180万円     |
| 第10回 | 1966年3月20日 | 阪神   | 1900m | バリモスニセイ     | 牡5  | 1:56.4   | 諏訪真     | 諏訪佐市   | 小杉咲枝                       | 8.0        | 3        | 250万円     |
| 第11回 | 1967年3月26日 | 阪神   | 1900m | リユウフアーロス   | 牡4  | 1:56.1   | 宮本悳     | 橋本正晴   | 三好諦三                       | 3.7        | 1        | 400万円     |
| 第12回 | 1968年4月7日  | 阪神   | 1900m | ヤマピツト         | 牝4  | 1:56.6   | 池江泰郎   | 浅見国一   | 小林信夫                       | 8.3        | 4        | 600万円     |
| 第13回 | 1969年4月6日  | 阪神   | 1900m | ダテホーライ       | 牡4  | 1:57.5   | 宇田明彦   | 星川泉士   | 伊達牧場                       | 5.2        | 2        | 750万円     |
| 第14回 | 1970年3月29日 | 阪神   | 1900m | シュンサクオー     | 牡4  | 1:55.8   | 小野幸治   | 小林稔     | 岩佐俊策                       | 9.3        | 5        | 850万円     |
| 第15回 | 1971年5月16日 | 阪神   | 1900m | ケイタカシ         | 牡6  | 1:54.7   | 池江泰郎   | 浅見国一   | 内田恵司                       | 18.7       | 7        | 1000万円    |
| 第16回 | 1972年3月5日  | 阪神   | 2000m | フイドール         | 牡4  | 2:06.6   | 武田博     | 武田文吾   | 小原菊枝                       | 12.8       | 3        | 1000万円    |
| 第17回 | 1973年3月11日 | 阪神   | 2000m | ニホンピロムーテー | 牡5  | 2:02.5   | 武邦彦     | 服部正利   | 小林保                         | 2.4        | 1        | 1100万円    |
| 第18回 | 1974年3月10日 | 阪神   | 2000m | キヨノサカエ       | 牡4  | 2:07.8   | 福永洋一   | 武田文吾   | 植中清                         | 9.0        | 4        | 1400万円    |
| 第19回 | 1975年3月9日  | 阪神   | 2000m | スカイリーダ       | 牡5  | 2:00.9   | 高橋成忠   | 佐藤勇     | 武用安弘                       | 5.1        | 2        | 1500万円    |
| 第20回 | 1976年3月7日  | 阪神   | 2000m | ロングホーク       | 牡4  | 2:02.2   | 松田幸春   | 松田由太郎 | 中井長一                       | 1.8        | 1        | 1700万円    |
| 第21回 | 1977年3月13日 | 阪神   | 2000m | ゴールドイーグル   | 牡7  | 2:01.4   | 内田国夫   | 伊藤雄二   | 石坂達也                       | 8.4        | 3        | 1800万円    |
| 第22回 | 1978年3月12日 | 阪神   | 2000m | キングラナーク     | 牡5  | 2:03.5   | 岩元市三   | 布施正     | 小柴タマヲ                     | 6.5        | 3        | 1900万円    |
| 第23回 | 1979年3月11日 | 阪神   | 2000m | メトロジャンボ     | 牡4  | 2:04.1   | 目黒正徳   | 玉谷敬治   | 太田美津子                     | 6.9        | 2        | 1900万円    |
| 第24回 | 1980年3月9日  | 阪神   | 2000m | ハシクランツ       | 牡4  | 2:04.4   | 柴田光陽   | 内藤繁春   | （株）シンザンクラブ           | 8.3        | 3        | 2100万円    |
| 第25回 | 1981年4月4日  | 阪神   | 2000m | サンシードール     | 牡4  | 2:05.5   | 栗田伸一   | 武田文吾   | 小原菊枝                       | 11.7       | 6        | 2100万円    |
| 第26回 | 1982年4月4日  | 阪神   | 2000m | サンエイソロン     | 牡4  | 2:03.6   | 小島太     | 古山良司   | 佐藤惣一                       | 3.9        | 1        | 3400万円    |
| 第27回 | 1983年4月3日  | 阪神   | 2000m | ヒカリデユール     | 牡6  | 2:03.3   | 河内洋     | 須貝彦三   | 橋本善吉                       | 2.5        | 1        | 3500万円    |
| 第28回 | 1984年4月1日  | 阪神   | 2000m | カツラギエース     | 牡4  | 2:00.6   | 西浦勝一   | 土門一美   | 野出一三                       | 2.8        | 1        | 3800万円    |
| 第29回 | 1985年3月31日 | 阪神   | 2000m | ステートジャガー   | 牡4  | 2:01.4   | 田原成貴   | 中村好夫   | （株）ホースメン               | 8.9        | 3        | 3900万円    |
| 第30回 | 1986年3月30日 | 阪神   | 2000m | サクラユタカオー   | 牡4  | 2:01.6   | 小島太     | 境勝太郎   | （株）さくらコマース           | 7.5        | 3        | 4000万円    |
| 第31回 | 1987年4月5日  | 阪神   | 2000m | ニシノライデン     | 牡6  | 2:01.0   | 田原成貴   | 伊藤修司   | 西山正行                       | 12.7       | 3        | 4300万円    |
| 第32回 | 1988年4月3日  | 阪神   | 2000m | フレッシュボイス   | 牡5  | 2:01.7   | 武豊       | 境直行     | 円城和男                       | 11.0       | 7        | 4700万円    |
| 第33回 | 1989年4月2日  | 阪神   | 2000m | ヤエノムテキ       | 牡4  | 2:01.4   | 西浦勝一   | 荻野光男   | （有）富士                     | 1.8        | 1        | 5000万円    |
| 第34回 | 1990年4月1日  | 阪神   | 2000m | スーパークリーク   | 牡5  | 2:02.9   | 武豊       | 伊藤修司   | 木倉誠                         | 2.2        | 1        | 5500万円    |
| 第35回 | 1991年3月31日 | 京都   | 2000m | ホワイトストーン   | 牡4  | 2:01.5   | 田面木博公 | 高松邦男   | 安藤博                         | 1.9        | 1        | 6000万円    |
| 第36回 | 1992年4月5日  | 阪神   | 2000m | トウカイテイオー   | 牡4  | 2:06.3   | 岡部幸雄   | 松元省一   | 内村正則                       | 1.3        | 1        | 6400万円    |
| 第37回 | 1993年4月4日  | 阪神   | 2000m | メジロマックイーン | 牡6  | 2:03.3   | 武豊       | 池江泰郎   | メジロ商事（株）               | 2.4        | 1        | 6400万円    |
| 第38回 | 1994年4月3日  | 阪神   | 2000m | ネーハイシーザー   | 牡4  | 2:01.2   | 塩村克己   | 布施正     | （株）大丸企業                 | 5.0        | 4        | 6400万円    |
| 第39回 | 1995年4月2日  | 京都   | 2000m | インターマイウェイ | 牡5  | 1:59.3   | 松永幹夫   | 中村均     | 松岡留枝                       | 140.4      | 12       | 6400万円    |
| 第40回 | 1996年3月31日 | 阪神   | 2000m | タイキブリザード   | 牡5  | 2:00.7   | 岡部幸雄   | 藤沢和雄   | （有）大樹ファーム             | 1.9        | 1        | 6400万円    |
| 第41回 | 1997年3月30日 | 阪神   | 2000m | マーベラスサンデー | 牡5  | 2:02.0   | 武豊       | 大沢真     | 笹原貞生                       | 1.5        | 1        | 6400万円    |
| 第42回 | 1998年4月5日  | 阪神   | 2000m | エアグルーヴ       | 牝5  | 2:01.3   | 武豊       | 伊藤雄二   | （株）ラッキーフィールド       | 1.2        | 1        | 6400万円    |
| 第43回 | 1999年4月4日  | 阪神   | 2000m | サイレントハンター | 牡6  | 1:59.9   | 吉田豊     | 大久保洋吉 | 臼田浩義                       | 2.9        | 1        | 6400万円    |
| 第44回 | 2000年4月2日  | 阪神   | 2000m | メイショウオウドウ | 牡5  | 2:00.8   | 飯田祐史   | 飯田明弘   | 松本好雄                       | 2.2        | 1        | 6400万円    |
| 第45回 | 2001年4月1日  | 阪神   | 2000m | トーホウドリーム   | 牡4  | 1:58.4   | 安藤勝己   | 田島良保   | 東豊物産（株）                 | 73.4       | 9        | 6400万円    |
| 第46回 | 2002年3月31日 | 阪神   | 2000m | サンライズペガサス | 牡4  | 1:59.1   | 安藤勝己   | 石坂正     | （株）松岡                     | 2.9        | 1        | 6400万円    |
| 第47回 | 2003年4月6日  | 阪神   | 2000m | タガノマイバッハ   | 牡4  | 1:59.1   | 安藤勝己   | 松田博資   | 八木良司                       | 7.4        | 3        | 6400万円    |
| 第48回 | 2004年4月4日  | 阪神   | 2000m | ネオユニヴァース   | 牡4  | 1:59.6   | M.デムーロ | 瀬戸口勉   | （有）社台レースホース         | 1.8        | 1        | 6400万円    |
| 第49回 | 2005年4月3日  | 阪神   | 2000m | サンライズペガサス | 牡7  | 1:59.0   | 幸英明     | 石坂正     | 松岡隆雄                       | 3.1        | 1        | 6400万円    |
| 第50回 | 2006年4月2日  | 阪神   | 2000m | カンパニー         | 牡5  | 2:04.5   | 福永祐一   | 音無秀孝   | 近藤英子                       | 7.7        | 3        | 6400万円    |
| 第51回 | 2007年4月1日  | 阪神   | 2000m | メイショウサムソン | 牡4  | 2:01.4   | 石橋守     | 高橋成忠   | 松本好雄                       | 1.9        | 1        | 6400万円    |
| 第52回 | 2008年4月6日  | 阪神   | 2000m | ダイワスカーレット | 牝4  | 1:58.7   | 安藤勝己   | 松田国英   | 大城敬三                       | 2.0        | 1        | 6400万円    |
| 第53回 | 2009年4月5日  | 阪神   | 2000m | ドリームジャーニー | 牡5  | 1:59.7   | 池添謙一   | 池江泰寿   | （有）サンデーレーシング       | 6.9        | 3        | 6400万円    |
| 第54回 | 2010年4月4日  | 阪神   | 2000m | テイエムアンコール | 牡6  | 1:59.5   | 浜中俊     | 柴田政見   | 竹園正繼                       | 21.5       | 6        | 6400万円    |
| 第55回 | 2011年4月3日  | 阪神   | 2000m | ヒルノダムール     | 牡4  | 1:57.8   | 藤田伸二   | 昆貢       | 蛭川正文                       | 3.7        | 1        | 6400万円    |
| 第56回 | 2012年4月1日  | 阪神   | 2000m | ショウナンマイティ | 牡4  | 2:05.5   | 浜中俊     | 梅田智之   | 国本哲秀                       | 9.0        | 6        | 6000万円    |
| 第57回 | 2013年3月31日 | 阪神   | 2000m | オルフェーヴル     | 牡5  | 1:59.0   | 池添謙一   | 池江泰寿   | （有）サンデーレーシング       | 1.2        | 1        | 6000万円    |
| 第58回 | 2014年4月6日  | 阪神   | 2000m | キズナ             | 牡4  | 2:00.3   | 武豊       | 佐々木晶三 | 前田晋二                       | 2.4        | 2        | 6200万円    |
| 第59回 | 2015年4月5日  | 阪神   | 2000m | ラキシス           | 牝5  | 2:02.9   | C.ルメール | 角居勝彦   | 大島昌也                       | 12.0       | 4        | 6500万円    |
| 第60回 | 2016年4月3日  | 阪神   | 2000m | アンビシャス       | 牡4  | 1:59.3   | 横山典弘   | 音無秀孝   | 近藤英子                       | 3.9        | 2        | 6700万円    |
| 第61回 | 2017年4月2日  | 阪神   | 2000m | キタサンブラック   | 牡5  | 1:58.9   | 武豊       | 清水久詞   | （有）大野商事                 | 2.4        | 1        | 1億2000万円 |
| 第62回 | 2018年4月1日  | 阪神   | 2000m | スワーヴリチャード | 牡4  | 1:58.2   | M.デムーロ | 庄野靖志   | （株）NICKS                    | 3.5        | 1        | 1億2000万円 |
| 第63回 | 2019年3月31日 | 阪神   | 2000m | アルアイン         | 牡5  | 2:01.0   | 北村友一   | 池江泰寿   | （有）サンデーレーシング       | 22.2       | 9        | 1億2000万円 |
| 第64回 | 2020年4月5日  | 阪神   | 2000m | ラッキーライラック | 牝5  | 1:58.4   | M.デムーロ | 松永幹夫   | （有）サンデーレーシング       | 4.1        | 2        | 1億3500万円 |
| 第65回 | 2021年4月4日  | 阪神   | 2000m | レイパパレ         | 牝4  | 2:01.6   | 川田将雅   | 高野友和   | （有）キャロットファーム       | 12.2       | 4        | 1億3500万円 |
| 第66回 | 2022年4月3日  | 阪神   | 2000m | ポタジェ           | 牡5  | 1:58.4   | 吉田隼人   | 友道康夫   | 金子真人ホールディングス（株） | 58.7       | 8        | 2億円       |
| 第67回 | 2023年4月2日  | 阪神   | 2000m | ジャックドール     | 牡5  | 1:57.4   | 武豊       | 藤岡健一   | 前原敏行                       | 3.6        | 2        | 2億円       |
| 第68回 | 2024年3月31日 | 阪神   | 2000m | ベラジオオペラ     | 牡4  | 1:58.2   | 横山和生   | 上村洋行   | 林田祥来                       | 5.5        | 2        | 2億円       |
| 第69回 | 2025年4月6日  | 阪神   | 2000m | ベラジオオペラ     | 牡5  | 1:56.2   | 横山和生   | 上村洋行   | 林田祥来                       | 5.1        | 2        | 3億円       |

## 大阪杯の記録
- レースレコード - 1:56.2（第69回優勝馬ベラジオオペラ）
  - 優勝タイム最遅記録 - 2:07.8（第18回優勝馬キヨノサカエ）[34]
- 最年長優勝馬 - 7歳（第21回優勝馬ゴールドイーグル、第49回優勝馬 サンライズペガサス）
- 最年長勝利騎手-武豊（54歳0ヶ月19日）
- 最多優勝馬 - 2勝
  - サンライズペガサス（第46回・第49回）、ベラジオオペラ（第68回・第69回）
- 最多優勝騎手 - 8勝
  - 武豊（第32回・第34回・第37回・第41回・第42回・第58回・第61回・第67回）[35][36]
- 最多優勝調教師 - 4勝
  - 武田文吾（第5回・第16回・第18回・第25回）
- 最多優勝馬主 - 4勝
  - （有）サンデーレーシング（第53回・第57回・第63回・第64回）
- 最多勝利種牡馬 - 6勝
  - サンデーサイレンス（第41回・第43回・第44回・第46回・第48回・第49回）、 ディープインパクト（第58回・第59回・第60回・第63回・第65回・第66回）[37][38]
- 親子制覇
  - ウイルデイール - ダテホーライ
  - オルフェーヴル - ラッキーライラック
- 騎手・調教師の両方で優勝
  - 池江泰郎（第12回・第15回、第37回）、高橋成忠（第19回、第51回）、松永幹夫（第39回、第64回）